# Sterie Ciumetti
Sterie Ciumetti (n. 1904?, Veria, Grecia – d. 30 decembrie 1933, București) a fost un conducător legionar, secretarul și casierul central al Gărzii de Fier.

## Biografie
De origine aromână, Sterie Ciumetti s-a născut în orașul Veria din Grecia, și s-a refugiat în Regatul României în 1926 ca urmare a politicii Greciei de asimilare a aromânilor. A fost un militant activ pentru apărarea dreptului aromânilor de a se stabili în județele din Cadrilater și în iulie 1930, în urma tentativei de asasinat a studentului macedonean Beza asupra ministrului Constantin Angelescu, a fost arestat și închis la Văcărești. Aici l-a cunoscut pe Corneliu Zelea Codreanu și, ulterior, a aderat la Mișcarea Legionară, devenind un apropiat al lui Codreanu (acesta caracterizându-l ca „un tânăr de o mare corectitudine și de o credință de câine”) și a deținut funcțiile de secretar și casier central.
În iunie 1933, participă la campania electorală din Transilvania pentru alegerile parlamentare din 1933 pentru partidul Totul pentru Țară, manifestarea politică a Mișcării Legionare. Este arestat și închis la Aiud.

## Moartea
După desființarea Gărzii de Fier de către primul-ministru Ion Gheorghe Duca (9-10 decembrie 1933), Sterie Ciumetti și alți 40-50 de legionari au fost arestați și închiși la Jilava. A fost eliberat în dimineața zilei de 29 decembrie și a reluat contactele cu conducătorii Legiunii care se ascunseseră. În cursul aceleiași zile, ca urmare a asasinării lui I.Gh. Duca pe peronul gării din Sinaia de către grupul de legionari cunoscut ulterior ca Nicadori, Sterie Ciumetti a fost din nou arestat la locuința fratelui său și torturat în scopul obținerii de informații privind locul în care se ascundea Codreanu. Rezistând torturii fără a divulga informațiile, a fost asasinat de către comisarii de poliție Ion Panova și Aurelian Negrescu pe malul lacului Fundeni în noaptea de 29 spre 30 decembrie 1933. Corpul a fost găsit pe gheața lacului a doua zi.
Sterie Ciumetti a devenit una dintre figurile centrale ale martirologiei legionare, alături de Moța și Marin.
Comisarii de poliție Ion Panova și Aurelian Negrescu, considerați responsabili de moartea lui Ciumetti, au fost asasinați în 1940, în perioada Statului Național-Legionar, de către comandouri legionare. Ion Panova a făcut parte dintre victimele Masacrului de la Jilava, iar Aurelian Negrescu a fost asasinat în fața casei sale din București.